# Podgorica
Podgorica (černohorsky v cyrilici: Подгорица) je hlavní a největší město Černé Hory a zároveň ekonomické, kulturní a vzdělávací centrum země. V roce 2011 zde žilo 151 312 obyvatel.
Město má výhodnou polohu při soutoku řek Morača a Ribnica v nadmořské výšce pouhých 44 metrů, v místě setkání Bjeloplavićského údolí a Zetské nížiny, asi 40 km severovýchodně od Jaderského moře a 30 km severně od Skadarského jezera. Rovněž se rozkládá velice blízko zimních lyžařských středisek na severu a přímořských letních destinací na pobřeží.

## Název
Jméno Podgorica v černohorštině znamená pod Goricí, přičemž Gorica je 107 metrů vysoký vrchol s výhledem na centrum města a znamená v překladu malá hora/hůrka.
Zhruba tři kilometry severozápadně od Podgorice leží ruiny Diokleiy, velice známého města z dob starověkého Řecka a Říma. Římský císař Dioklecián pocházel z této oblasti. Později změnili Římané název na Dioclea; známější slovanská verze tohoto jména je Duklja a tento název se často objevuje v černohorských dějinách.
Samotné město bylo založeno nejspíše na konci 10. století pod názvem Birziminium. Po jejím pádu zde ve středověku byla slovanská pevnost známá jako Ribnica, nacházela se ale dále od středu dnešního města. Název Podgorica je používán od roku 1326. V letech 1946 až 1992 bylo město na počest bývalého jugoslávského maršála a prezidenta Josipa Broze Tita pojmenováno Titograd.

## Geografie

### Přírodní podmínky a poloha

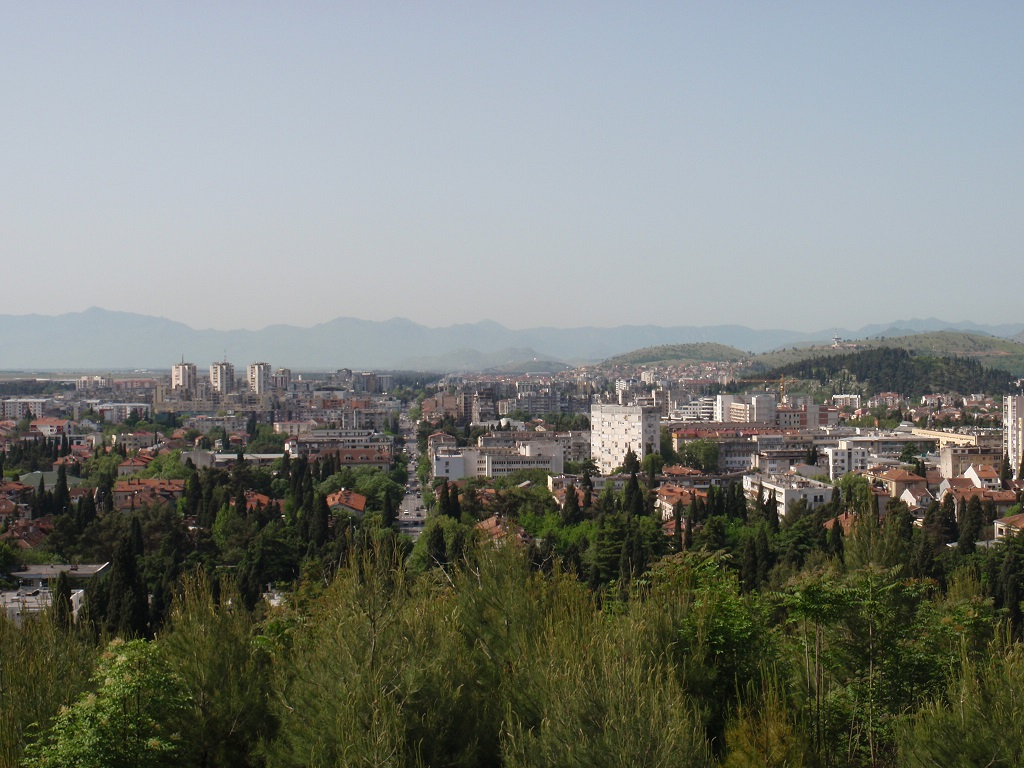
Město s pohořím v pozadí.

Podgorica se nachází v jihovýchodní části centrální Černé Hory při soutoku řek Morača a Ribnica, 30 km severně od Skadarského jezera a 40 km od pobřeží Jaderského moře. V blízkosti města protékají již méně významné řeky Zeta, Cijevna, Sitnica a Mazera. Toto vodní bohatství je jednou z hlavních dominant města a je také vyobrazeno v insigniích města – na městské vlajce a znaku.
Na rozdíl od většiny černohorských měst se Podgorica nachází v převážně rovinaté krajině severního konce Zetské nížiny, snad jedinou výjimkou jsou vrcholy Gorica, dále potom Malo brdo (Malý kopec), Velje brdo (Velký kopec), Ljubović, Dajbabska gora (s významným klášterem) a Čardak. Směrem na sever a severovýchod se zvedají vysoké vrcholky a později i hory. Krajina se naopak otevírá směrem na severozápad, na jih a jihovýchod.

### Podnebí a klima
Podgorica je oficiálně městem s nejvyšší průměrnou teplotou v Evropě.
Podgorica má proměnlivé středozemní klima s horkými, suchými léty a studenými zimami. Proměnlivost podnebí zapříčiňují především Dinárské hory na severu, přestože je město od mořského pobřeží vzdálené jen 40 km. Průměrný roční úhrn srážek je 1 600 mm, průměrná teplota překračuje 25°C zhruba 135 dnů v roce. Průměrná denní teplota činí 16,4 °C. Počet deštivých dnů se pohybuje okolo 120, dnů se silným větrem je zde do roka kolem 60. Občas silný vítr ovlivňuje zimní klima a snižuje teplotu o několik stupňů. Řeka Ribnica nicméně v horkých létech často vysychá.
Podgorica je velice známá pro svá extrémně horká léta: teploty přes 40 °C v červenci a srpnu. Dne 16. srpna 2007 byla ve městě zaznamenána zatím nejvyšší teplota 45,8 °C
Sněhové přeháňky jsou v Podgorici vzácné, sněží zde pouze několik dní v roce.
| Podgorica – podnebí         | Podgorica – podnebí | Podgorica – podnebí | Podgorica – podnebí | Podgorica – podnebí | Podgorica – podnebí | Podgorica – podnebí | Podgorica – podnebí | Podgorica – podnebí | Podgorica – podnebí | Podgorica – podnebí | Podgorica – podnebí | Podgorica – podnebí | Podgorica – podnebí |
| Období                      | leden               | únor                | březen              | duben               | květen              | červen              | červenec            | srpen               | září                | říjen               | listopad            | prosinec            | rok                 |
| --------------------------- | ------------------- | ------------------- | ------------------- | ------------------- | ------------------- | ------------------- | ------------------- | ------------------- | ------------------- | ------------------- | ------------------- | ------------------- | ------------------- |
| Průměrné denní maximum [°C] | 9                   | 11                  | 14                  | 19                  | 24                  | 29                  | 33                  | 33                  | 27                  | 21                  | 15                  | 12                  | 21                  |
| Průměrné denní minimum [°C] | 2                   | 3                   | 5                   | 9                   | 14                  | 18                  | 21                  | 21                  | 17                  | 12                  | 8                   | 4                   | 11                  |
| Průměrné srážky [mm]        | 163                 | 179                 | 146                 | 98                  | 105                 | 59                  | 38                  | 51                  | 110                 | 230                 | 213                 | 225                 | 1 617               |
| Zdroj: BBC Weather          |                     |                     |                     |                     |                     |                     |                     |                     |                     |                     |                     |                     |                     |

## Historie

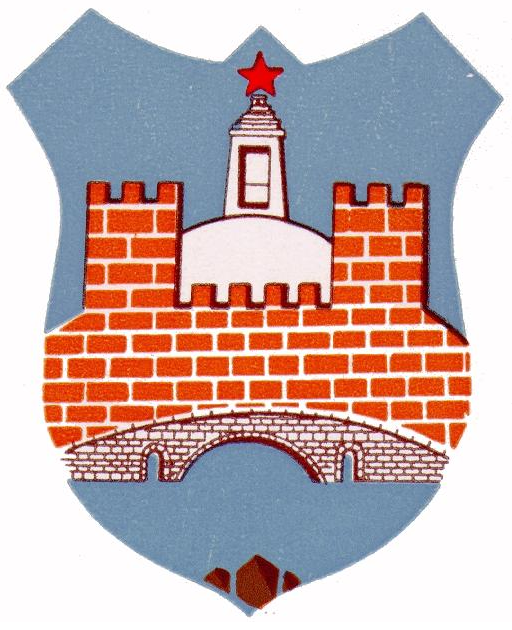
Městský znak Titogradu (1946–1992)

Schematický plánek Pevnosti Ribnica

O vzniku Podgorice panují mezi odborníky rozdílné názory. Město se nachází na křižovatce několika důležitých historických cest, v blízkosti řek Zeta, Morača, Cijevna, Ribnica a Sitnica, v rozlehlém údolí Skadarského jezera a údolí Bjeloplavićského, blízko pobřeží Jadranu, v úrodných nížinách s příznivým podnebím.
Nejstarší dochované zmínky o osídlení pocházejí z pravěku, konkrétně z pozdní doby kamenné. V Ilýrii byla tato oblast mezi Zetskou nížinou a Bjeloplavićským údolím osídlena dvěma ilyrskými kmeny - Labeáty a Dokleáty. Populace města byla mezi 8 000 a 10 000 obyvateli a byly zde vyřešeny všechny otázky tehdejšího moderního města. Díky obranné pozici, vhodné geografické poloze, příznivým klimatickým a ekonomickým podmínkám to bylo město velmi důležité.
Po příchodu prvních Slovanů, Avarů a v počátcích rozpadu Římského impéria byla oblast dnešní Podgorice svědkem mnoha zajímavých událostí. V první řadě, staré opevnění města bylo nahrazeno novým a modernějším a město celé bylo kompletně přestavěno. První zmínka o pevnosti Ribnica pochází z dob vlády srbské královské rodiny Nemanjićů.
Jména Podgorica je poprvé zmíněno v roce 1326 v dokumentu soudního archivu v Kotoru. Město bylo ekonomicky velmi silné: dobře vyvinuté obchodní stezky mezi Dubrovníkem a říší Nemanjićů vedly přes Nikšić a Trebinje do Podgorici, kde byla důležitá obchodní zastávka. To posílilo její vývoj, ekonomickou moc, vojenskou sílu a strategický význam. Obsazení území Osmanskou říší roku 1474 pozastavilo jeho rozvoj. Osmanští Turci zde postavili velkou kamennou pevnost a charakter obchodního města se změnil na obrannou baštu proti kočovným kmenům.
Berlínský kongres v létě roku 1878 stanovil mezinárodní uznání nezávislosti Černohorského knížectví a připojení Podgorice k zemi. Toto datum znamenalo konec čtyřsetleté osmanské nadvlády a počátek nového rozvoje města.
Po vyhlášení Království Černohorského v roce 1910 se město začalo rozvíjet ještě více a v roce 1911 zažila Podgorica svůj zlatý věk. Stala se největším městem monarchie a po Cetinji, tehdejším hlavním městě, druhou nejvýznamnější metropolí země a důležitým městem na Balkáně. Stara Varoš – podgorické staré město z osmanských dob – se proměnilo z typické tržištní části města na část plnou úzkých uliček s kavárnami.
První světová válka znamenala konec dynamického rozvoje. V letech 1916–1918 bylo město, stejně jako zbytek země, obsazeno rakousko-uherskými jednotkami. Po osvobození spojenci se srbské a černohorské armádě podařilo zajmout na pět tisíc rakousko-uherských vojáků. Kromě toho zde také zasedala kontroverzní a protizákonná Podgorická skupština, jejíž zasedání proběhlo v budově podgorické tabákové společnosti. Skupština ustanovila konec vlády dynastie Petrovićů-Njegošů, krále Nikolu I. sesadila z trůnu a ukončila nezávislost Černé Hory, která byla sloučena se Srbskem a později začleněna do Jugoslávského království. Mezi dvěma světovými válkami byla populace města 17 000 obyvatel.
Druhá světová válka byla pro Podgorici hotovým utrpením. Město bylo rozsáhle bombardováno. Vzdušné útoky si vyžádaly život přes 4100 obyvatel a zbytek města změnil v sutiny.
Město bylo osvobozeno 19. prosince 1944 a pod jménem Titograd se 13. července 1946 stalo hlavním městem nově vzniklé Socialistické republiky Černé Hory – v rámci SFRJ. Následovalo opětovné období rychlého rozvoje – dramaticky se zvýšila populace, město se začalo silně industrializovat. Zlepšena byla také infrastruktura a byly zde založeny zdravotní, kulturní i vzdělávací instituce. Stalo se obchodním, socio-ekonomickým a kulturním centrem země.
Ovšem když se v devadesátých letech začala socialistická Jugoslávie rozpadat, pokrok a růst se již po několikáté v historii zastavil. Dne 2. dubna 1992 byl městu vrácen název název Podgorica.
Ničivé Jugoslávské války sice Černou Horu ve většině obešly, ale celá země byla ovlivněna ekonomicky. V Podgorici následuje období silné hospodářské stagnace. Ekonomická situace se začala zotavovat až na začátku 21. století, kdy se Podgorica ukázala jako moderní prozápadní město. Po úspěšném referendu o černohorské nezávislosti v květnu 2006 se Podgorica stala hlavním městem nezávislé Černé Hory a byla upevněna její pověst regionálního střediska a zvýšen hospodářský význam.

## Charakter města

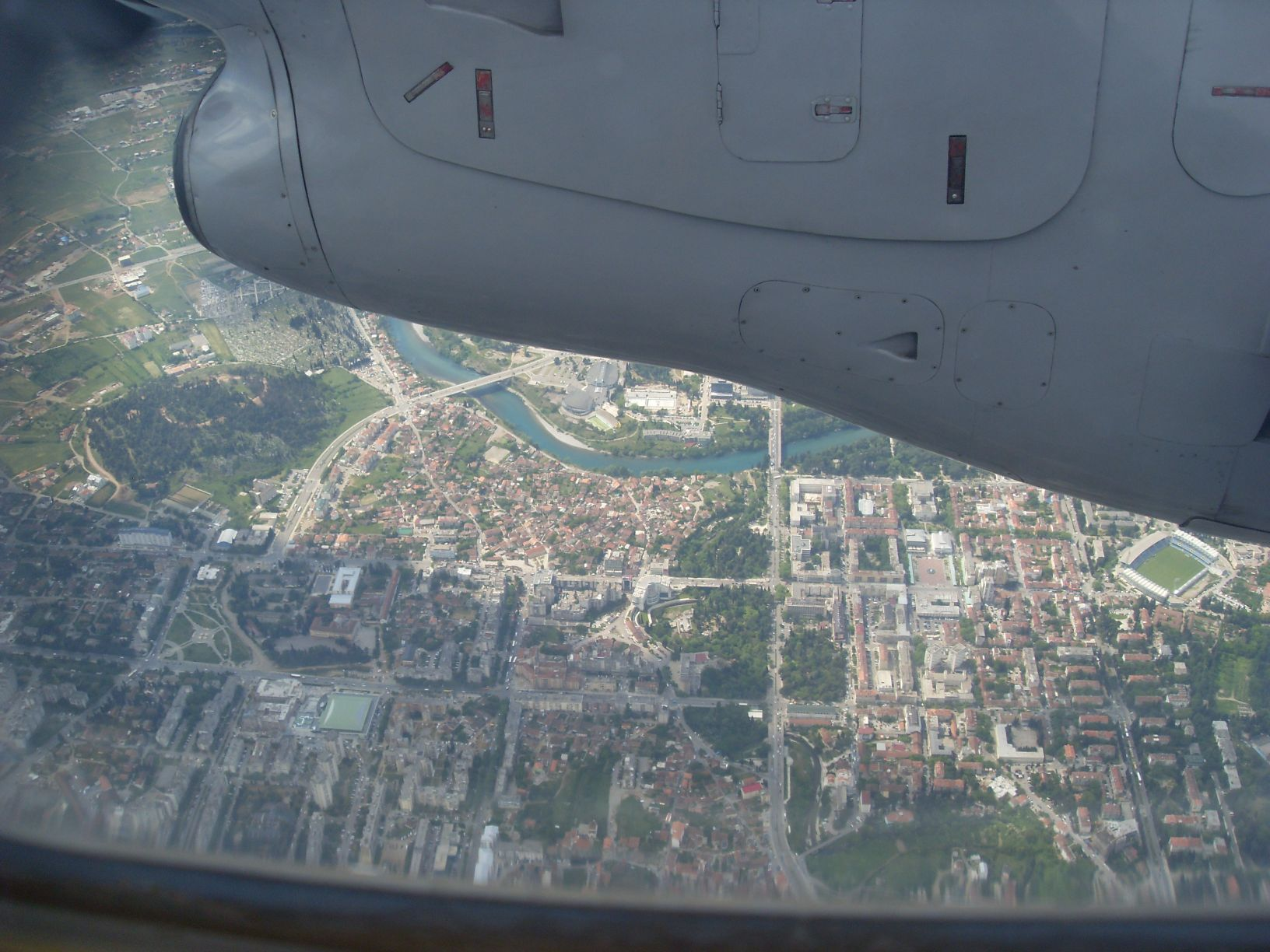
Letecký snímek centra města v roce 2009

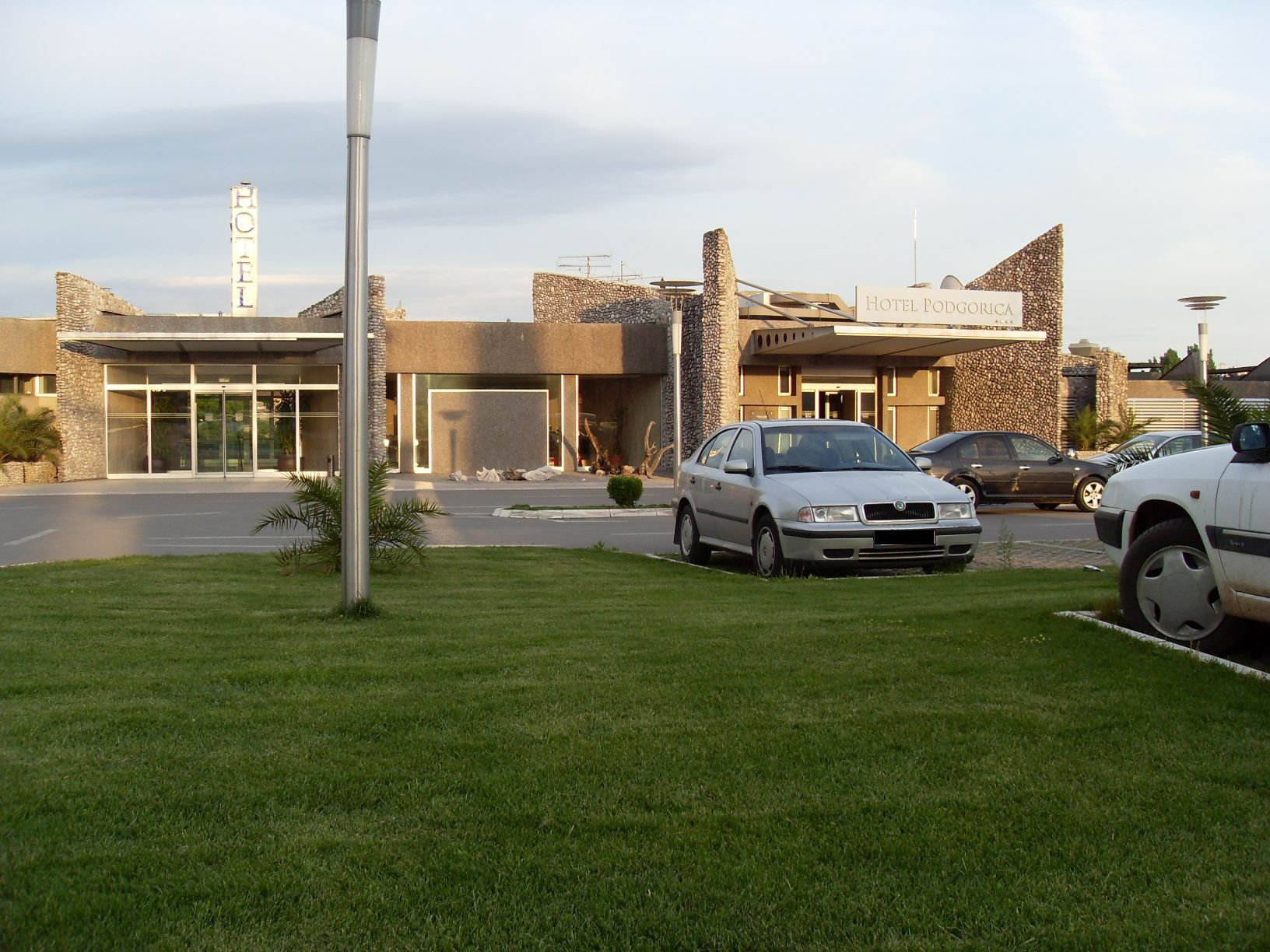
Čtyřhvězdičkový Hotel Podgorica byl ve své době považován za nejluxusnější ve městě

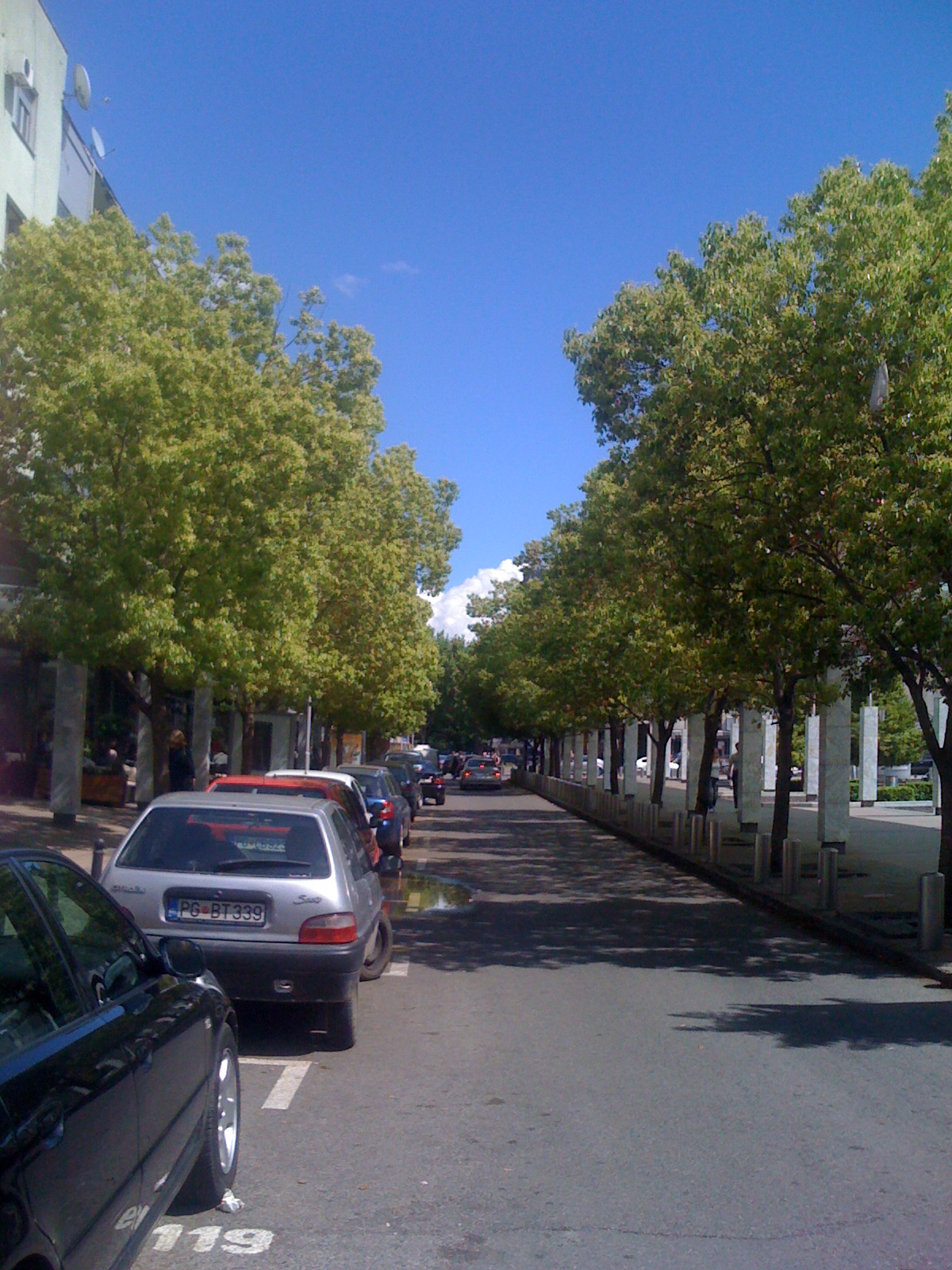
Ulice Bokeška v centru města

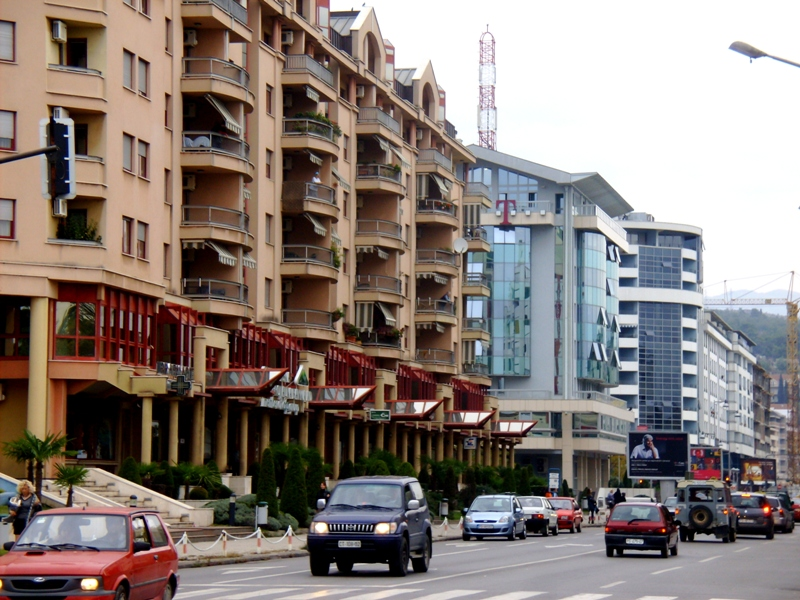
Ulice Moskevská na Novém městě

Dnešní město představuje směsici nejrůznějších architektonických stylů, které se odráží v pohnutých dějinách města a celé Černé Hory (jeden režim byl nahrazován druhým, což se projevilo na vzhledu města).
Osmanská nadvláda do roku 1878 po sobě zanechala řadu pozůstatků; podgorické Staré město, které se nazývá Stara Varoš, a spolu s další starou čtvrtí (Drač) jsou pro ni typické křivolaké úzké uličky, nízké obytné domy, mešity a hodinová věž Sahat-kula, ne nepodobná ostatním, které se nacházejí v oblasti Jihovýchodní Evropy. 
Po uznání černohorské nezávislosti a připojení Podgorice do Černé Hory se hlavní městské centrum přesunulo na druhý břeh řeky Ribnice, kde se rozvíjelo v moderním evropském duchu – tam vznikly na sebe kolmé široké ulice a vertikálněji navržené budovy se staly dominantou města. Tato část města je tradičně považována za Nové Město (Nova Varoš).
Během druhé světové války byla Podgorica mnohokrát bombardována a prakticky srovnána se zemí, velká část města z tureckých časů zmizela. Po osvobození komunisty a vytvoření socialistické Jugoslávie se Podgorica stala metropolí Černé Hory a ohniskem rychlé industrializace a urbanizace v rámci Jugoslávie. Město se začalo vyvíjet v duchu zemí východního bloku. Druhý břeh řeky Morače, dříve využívaný pouze pro účely královské rodiny, se proměnil v moderní zastavěnou část města. Rozlehlá náměstí a široké bulváry se staly dominantou moderní Podgorice. Celá nová část byla vybudována v brutalistickém stavebním stylu; dokonce i prázdná místa v historickém jádru města byla vyplněna novými brutalistickými stavbami, což vede k nešťastnému spojení starého a nového. Tento jugoslávský styl zástavby sice poskytl dostatek prostoru pro ubytování obyvatel, ale je velice kritizován pro svůj nenápaditý a ponuře šedý vzhled.
Nicméně v okolí těchto obytných bloků se město rozšiřovalo pro region typickou chaotickou urbanizací díky hustě zastavěným málo osídleným čtvrtím s rodinnými domky, kde zbylo příliš málo místa pro chodníky a cesty. Tento trend nelegálně vznikajících osad dosáhl největšího rozmachu v 90. letech. Bylo vyvinuto velké úsilí ke zlepšení infrastruktury v sídlištích, ale nadále existuje mnoho problémů, především v hustě osídlených částech severní a severovýchodní Podgorice. Ohroženo je i historické centrum Podgorici, Stara Varoš.
Hlavní dopravní tepny byly vybudovány tak, aby snadno navazovaly na kolmé ulice vedoucí z města a tím urychlovaly dopravu. Tyto tepny vedou především na jih a na západ.
Významný přínos se pro podgorickou architekturu vyskytl na konci 90. let a od té doby se tvář města začala měnit neuvěřitelnou rychlostí. V Podgorici vyrostla řada nových obchodních i obytných budov a jejich stavby proběhly velice rychle. Hojně používanými se staly oblíbené materiály sklo a ocel. Ve snaze vytvořit známé a moderní hlavní město tak vznikají nová náměstí, parky, sochy a památníky. Mezi nejnovější objekty charakteristické pro město se řadí pravoslavný chrám Vzkříšení Ježíše Krista (začátek stavby r. 1993) a most tisíciletí (r. 2005). V současnosti se Podgorica rychle mění z nevýrazného města na moderní evropskou metropoli.

## Kultura

### Zábava a umění

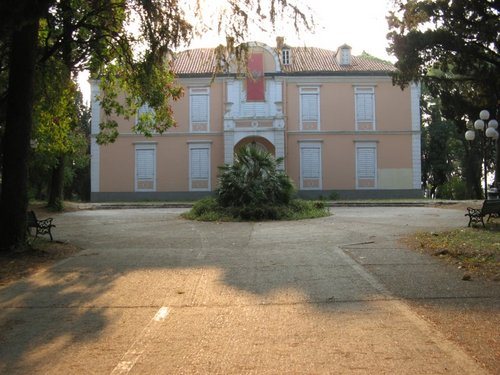
Bývalý Zimní královský palác, nyní Galerie moderního umění

Podgorica je domovem pro mnoho černohorských kulturních institucí a hostitelem domácích i mezinárodních akcí, festivalů i přehlídek. V roce 1953 zde bylo slavnostně otevřeno Černohorské národní divadlo (srbsky Crnogorsko narodno pozorište), nejvýznamnější divadelní scéna v zemi a dobře známá na celém Balkáně. Méně významnou roli potom hraje také je také Městské divadlo v Podgorici (srbsky Gradsko pozorište), které zahrnuje i Dětské muzeum a Muzeum loutek. Nová budova městského divadla byla budována v roce 2017. Hudební centrum Černé Hory (srbsky Muzički centar Crne Gore) je uznávanou hudební institucí a s velkolepou koncertní síní se stalo sídlem proslulé Černohorské filharmonie.
Přestože Podgorica není na muzea a galerie tak bohatá jako historická metropole Černé Hory Cetinje, nachází se zde řada kulturních institucí celostátního významu:
- Muzeum města Podgorice (Muzej grada Podgorice) představuje impozantní sbírky o historii města a okolí. Bylo založeno v roce 1950 a dělí se na čtyři oddělení: archeologické, etnografické, historické a kulturně-historické. Nejstarší vystavované exponáty pocházejí až z doby římské a ilyrské, jsou zde ale i exponáty z období Benátské republiky nebo Osmanské říše.[1]
- Centrum archeologického výzkumu (Centar za arheološka istraživanja) bylo založeno v roce 1961. Zařazuje, shromažďuje, obnovuje a zobrazuje významná archeologická místa a naleziště.
- Muzeum Marka Miljanova (Muzej Marka Miljanova) nabízí artefakty z historického města Medunu.
- Přírodovědecké muzeum (Prirodnjački muzej) obsahuje bohaté sbírky z oblasti flóry a fauny.
- Galerie výtvarného umění (Umjetnička galerija) byla založena v roce 1984 a v současnosti nabízí přes 1500 děl od významných světových i černohorských autorů. Nachází se v komplexu bývalého zimního královského paláce[1] – v budově čestné stráže, v královské zahradě (kde se nachází řada soch či bust – nejznámější z nich je socha Královna svobody od italského architekta a sochaře Albany Molinariho, představující královnu Milenu Vukotić) a také ve spodním patře samotného paláce, kde je galerie moderního umění.
- Kino Kultura bylo založeno roku 1949 a stalo se ve městě velmi oblíbeným. Pozdější zahraniční filmy zde byly promítány především s černohorskými a někdy se srbskými titulky. V listopadu 2008 bylo ale z neustálých finančních ztrát jež vytvářelo zavřeno. V budově tohoto historického kina se dnes nachází Podgorické městské divadlo.
- Kino Ster-Kinekor se nachází v nákupním středisku Delta City. Toto multifunkční kino bylo otevřeno krátce po zavření Kina Kultura a má 6 sálů.
- Kulturně-informační centrum Buda Tomoviće (KIC Budo Tomović) je významná veřejná kulturní instituce, fungující více než padesát let. Jejími hosty byli mj. Tony Parsons, Brooklyn Funk Essentials nebo zpěvák Peter Doherty. Centrum organizuje spoustu známých uměleckých akcí, jako např.:
  - Podgorické kulturní léto (Podgoričko kulturno ljeto)[16] – kulturní festival, pořádaný vždy v létě (častá divadelní představení pod širým nebem, filmové večery, koncerty a projevy slavných)
  - A Tempo – Mezinárodní hudební festival – festival klasické hudby, jehož se pravidelně účastní mnoho světových i černohorských sólistů a orchestrů, včetně České filharmonie
  - FIAT – Mezinárodní festival alternativního divadla (Festival medjunarodnog alternativnog teatra) – vysoce navštěvovaný festival, jeden z nejkvalitnějších svého druhu v Evropě
  - DEUS – Prosincová umělecká scéna (Decembarska umjetnička scena)
  - Mezinárodní knižní veletrh[17] (Međunarodni sajam kniga)
  - Vánoční koncerty (Božićni koncerti) – tradiční koncerty pořádané během pravoslavných Vánoc, velice oblíbené u obyvatel Podgorice a velmi navštěvované. Na koncertech vystupuje část Černohorské filharmonie spolu s úspěšným Podgorickým smíšeným pěveckým sborem Juvendija. Vánoční koncerty počínají vždy rozsvěcováním velkého vánočního stromu na náměstí Nezávislosti a končí velkolepým koncertem v chrámu Vzkříšení Ježíše Krista

a další...

### Památky a důležitá místa

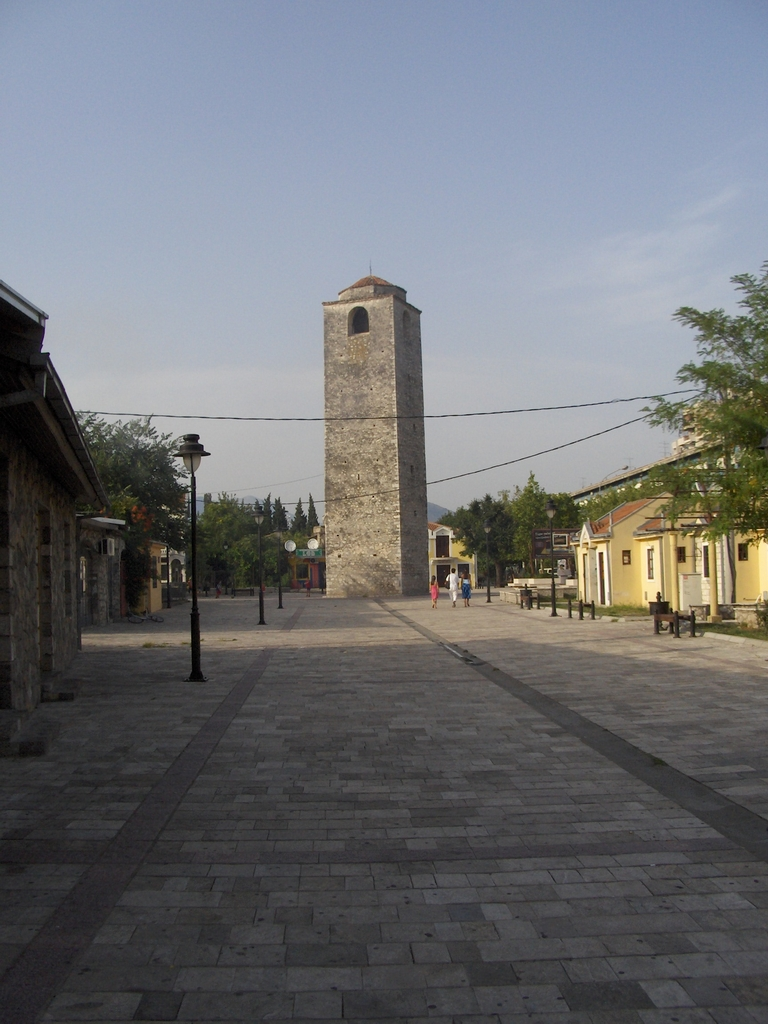
Náměstí Bećir-bega Osmanagiće ve Starém Městě s hodinovou věží Sahat-kula

Podgorica je město, kde se nedochovaly četné památky, jako je tomu například v jiných metropolích republik bývalé Jugoslávie; i přesto nabízí širokou škálu pozoruhodných míst.

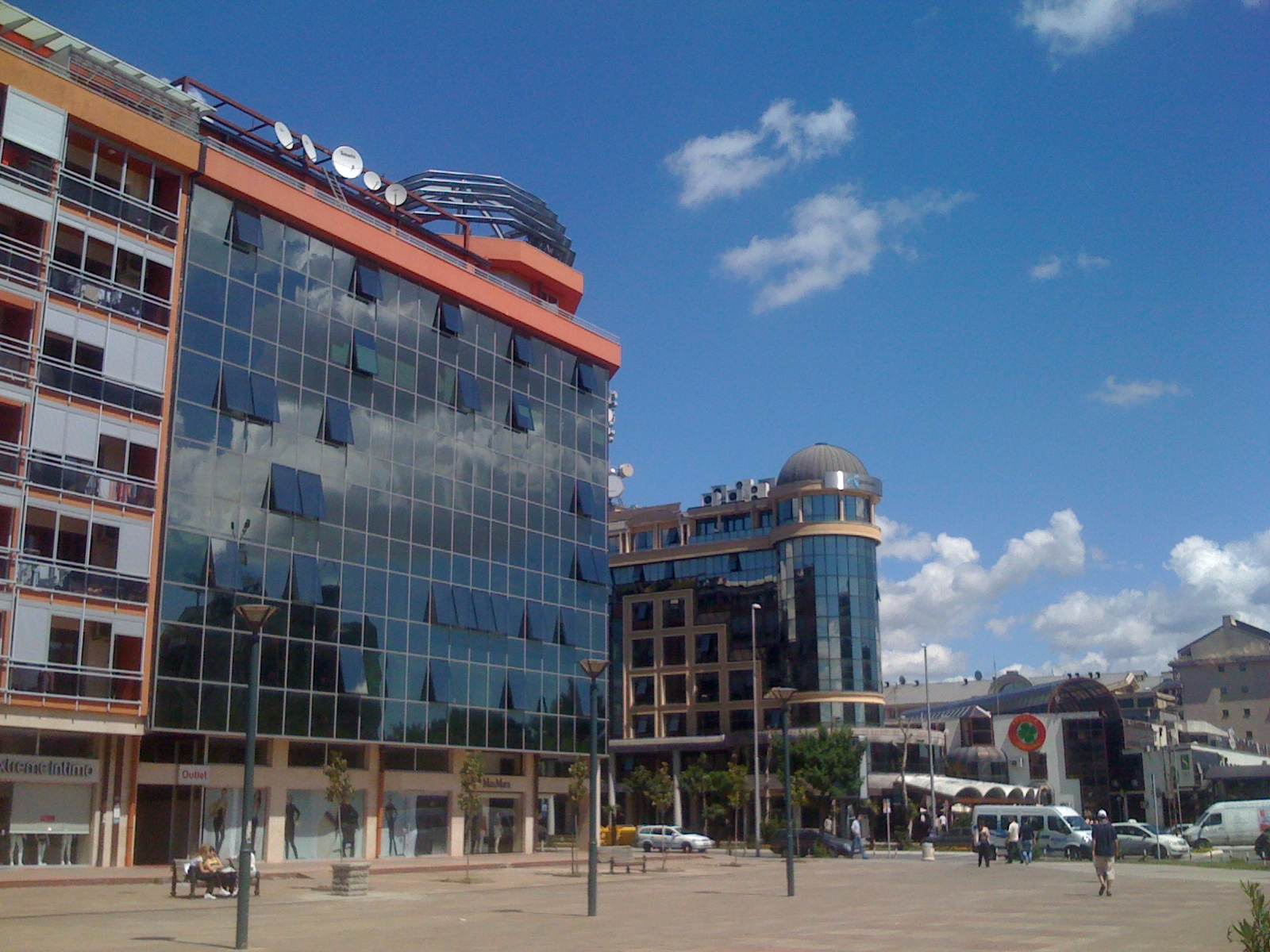
Náměstí sv. Petra Cetinjského

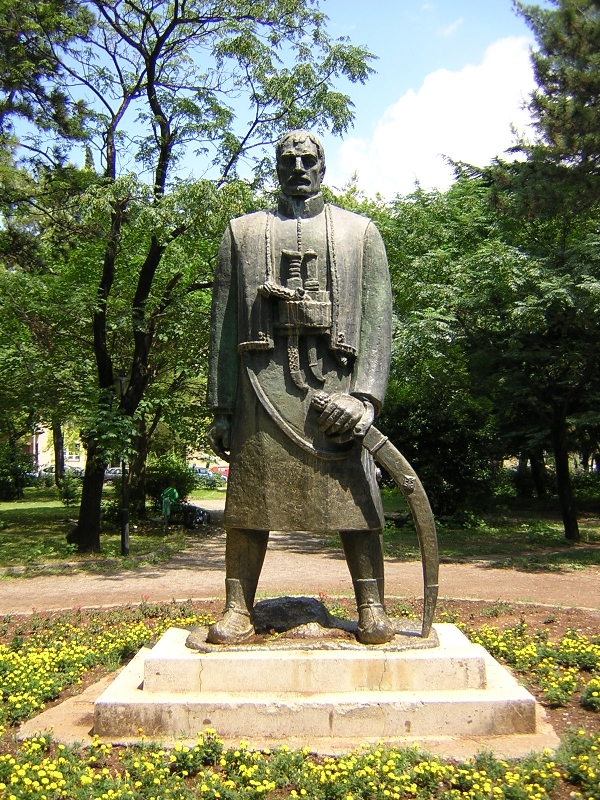
Socha srbského knížete Karađorđěho Petroviće v Karađorđěho parku

- Stara Varoš (doslova Staré Město) představuje historický střed města, kde se toho od dob osmanské nadvlády příliš nezměnilo. Centrem Starého Města je Náměstí vévody Bećir-bega Osmanagiće (Trg Vojvode Bećir-Bega Osmanagića)
  - tomuto náměstí dominuje historická Hodinová věž (Sahat-kula) – jedna z nejzachovalejších památek města. Tato 15 metrů vysoká věž z roku 1667 má původní, stálé fungující hodinový stroj z 18. století. Dominantou věže je bronzový zvon Petr (Petar), který se rozeznívá každou neděli v poledne a během státních svátků. Věž s přilehlým náměstím byly rekonstruovány roku 2017.[18]
  - na náměstí dále leží Stará radnice (Stara gradska skupština), která svou funkci vykonávala od roku 1860 do roku 1917. Nyní je zde knihovna s přednáškovým sálem.
  - na Starém Městě leží dvě mešity, Osmanagićova mešita (Osmanagića džamija), postavená koncem 18. století, těžce poškozená roku 1943 a znovu zrekonstruovaná v roce 2001, a Skender Čaušova – staroměstská mešita (Skender Čaušova – Starograđanjska džamija), postavená koncem 15. století, těžce poškozená 1943 a sanovaná 1985.
  - Skaline jsou původní ilyrské skalní město při soutoku řek Morača a Ribnica, přestavěné během osmanské nadvlády do tureckého stylu. Dochovaly se např. zbytky pevnosti nebo most, označovaný za Turecký (Turski).
- Zimní královský palác v Podgorici (Zimski kraljevski dvorac) je bývalou zimní rezidencí černohorské královské rodiny. V roce 1889 jej nechal ve stylu biedermeier postavit černohorský kníže a později král Nikola I. Mirkov Petrović-Njegoš. Palác si zároveň s celým městem oblíbila jeho žena, kněžna a královna Milena Vukotić Černohorská. Horní patro a podkroví slouží v současnosti jako rezidence černohorského korunního prince Nikoly II. Michaela Františka Petroviće-Njegoše a jeho rodiny; spodní patro se sklepením tvoří galerii moderního umění.
  - Královská zahrada (Kraljevska bašta) představuje rozsáhlý park okolo královského paláce, na přání Mileny Vukotić byla r. 1891 zrekonstruována. Její dominantou je tzv. Milenina promenáda s mohutným schodištěm z bílého mramoru a velkou fontánou. Zahrada je v současnosti oblíbeným místem pro výlety a procházky.
  - Náměstí princezny Sofie (Trg princeze Sofije) je malé náměstíčko v západní části Královské zahrady, pojmenované po černohorské princezně Sofii Lilianě, která v Podgorici zemřela jako malá dvouměsíční holčička. Ve středu náměstí stojí na její počest socha 4 navzájem spletených dětí a opodál je nové moderní dětské hřiště.
  - Oranžérie Královské zahrady (Plantaža pomorandži) – malý skleník, postavený během rekonstrukce zahrady v roce 1891. Pěstování cizokrajných rostlin zde není již tak rozšířené jako v dobách monarchie.
  - Královna svobody (Kraljica slobode) – velká monumentální socha kněžny a královny Mileny, postavená na návrhy italského architekta Albany Molinariho. Socha představuje pro obyvatele města symbol svobody a naděje, kterou jim Milena Vukotić za své vlády dávala.
- Náměstí Nezávislosti (Trg Nezavisnosti) je významným komerčním centrem města a nejdůležitějším náměstím vůbec. Leží blízko radnice, Národního divadla, parlamentu a vlády, dominuje mu velká kruhová fontána. V roce 2006 bylo zrekonstruováno, opětovně bylo přestavěno v třetí dekádě 21. století a přejmenováno.[19][20]
- Ulice Svobody má charakter městské pěší zóny, své pobočky zde mají přední světové firmy nejrůznějších odvětví, především se jedná o módní firmy (United Colors of Benetton, Baťa, Lacoste, Kodak, ProMonte, T-Mobile, Montenegro Airlines a dále spousta bank, ateliérů či menších divadel nebo restaurací).
- Náměstí sv. Petra Cetinjského (Trg svetog Petra Cetinjskog) je moderní náměstí na Novém městě poblíž kampusu Univerzity Černohorské s novou fontánou a sochou sv. Petra Cetinjského, významného černohorského světce a vladyky.
- Římské náměstí (Rimski trg) je rozlehlé moderně navržené náměstí uprostřed několika nových[1] reprezentativních budov na Novém Městě. Jeho název je odvozen od blízkého italského velvyslanectví v budově ProMonte. Na náměstí se nachází vyhlášené městské kavárny (včetně mezinárodních řetězců, jako je např. i Costa Coffee) a restaurace, jedna moderní čajovna nebo salóny známých návrhářů či fotografů.
- Památník a mauzoleum Černohorců (srbsky Spomenik i mauzolej Crnogoraca) je vzpomínkou na černohorský lid padlý ve 2. světové válce. Nachází se na vrcholu kopce Gorica, který je mimo jiné i přírodní památkou.[21]
- Klášter Dajbabe (Manastir Dajbabe) je historický pravoslavný klášter na jižním konci města, známý z historie především jako křestní místo černohorských princů a princezen (potomků Nikoly I. a Mileny Vukotić).
- Park Petrovićů-Njegošů je malý parčík naproti budově černohorského parlamentu, kterému vévodí socha knížete a krále Nikoly I. na koni. Park je známý také díky zdejšímu minigolfu.
- Malý park (Mali park) se nachází naproti parku Petrovićů-Njegošů. Stojí v něm busta lorda Božidara Vukoviće, rodilého Podgoričana, historicky prvního ilustrátora srbských a černohorských knih.
- Karađorđeho park (Karađorđev park) je park u Grand Hotelu Podgorica s velkou sochou Karađorđeho Petroviće, zakladatele srbské královské dynastie Karađorđevićů.
- Njegošův park (Njegošev park) je dlouhý park na břehu řeky Morače, se sochou vladyky Petra II. Petroviće-Njegoše, tenisovými kurty a zděným hodinovým strojem. Přes řeku z něj vedou dva pěší mosty – Moskevský most a Most Gazela.
- Podgorický park, otevřený v roce 2020.[22]
- Památník Josipa Broze Tita, odhalen roku 2018.[23]

### Média

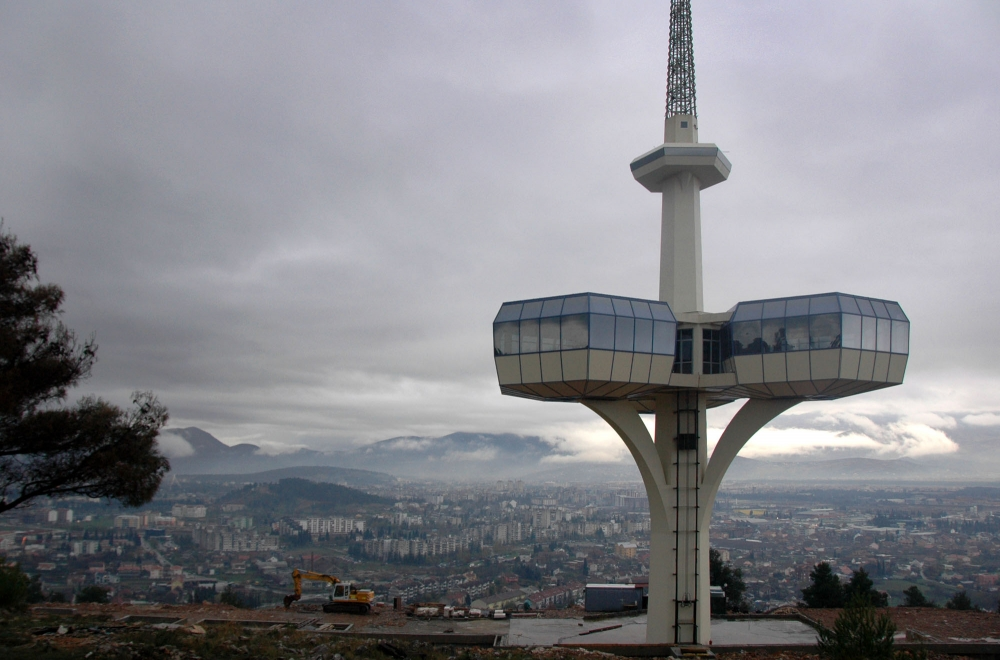
Rádiová a televizní věž s výhledem na město

Podgorica je bezpochyby mediálním centrem Černé Hory. Je sídelním městem státem vlastněné veřejnoprávní televize RTCG. Komerčně vysílající společností se sídlem v Podgorici jsou TV In, NTV Montena, Elmag RTV, NTV Atlas, TV Vijesti a MBC. Plány na spuštění městské televize, jež by měla být vysílána ve většina země, zatím úspěšně probíhají.
Všechny černohorské noviny (včetně nejstarších černohorských denních tisků Pobjeda, dále také Vijesti a DAN) jsou publikovány v Podgorici, stejně jako populární týdeník Monitor.

### Sport
Zdaleka nejoblíbenějšími sporty v Podgorici jsou fotbal a také basketbal. Ten se stal oblíbený především díky úspěchům profesionálního klubu KK Budućnost Podgorica na konci 20. a počátku 21. století – a to jak v jugoslávských, tak v celoevropských soutěžích.
Sportovní organizace Budućnost Podgorica patří mezi hlavní svého druhu ve městě.
Fotbal má v Podgorici společně s klubem FK Budućnost Podgorica dlouholetou tradici. Fotbaloví hráči Predrag Mijatović (sportovní ředitel Realu Madrid) nebo Dejan Savićević se narodili v Podgorici a dělali debutové hráče v podgorickém klubu. FK Zeta (z podgorického předměstí Golubovci) dosáhl bývalé srbsko-černohorské první ligy. Tyto kluby, společně ještě s klubem FK Mogren z Budvy většinou bojují o vedoucí místo v 1. černohorské lize. Dalšími známými městskými kluby jsou FK Ribnica, FK Mladost, FK Dečić, FK Kom a jiné. Některé sportovní kluby z Podgorice dodnes nesou starý název města – Titograd.
Volejbalový tým OK Budućnost Podgorica a ženský tým házené ŽRK Budućnost T-Mobile drží přední úspěchy v evropských soutěžích.
Každoročně pořádané významné sportovní akce, jako např. Podgorický maraton nebo Skoky a potápění do řeky Morači přilákají mnoho zahraničních i domácích turistů a zájemců. V roce 2009 Podgorica hostila světovou ligu vodního póla FINA mužů.

#### Stadióny

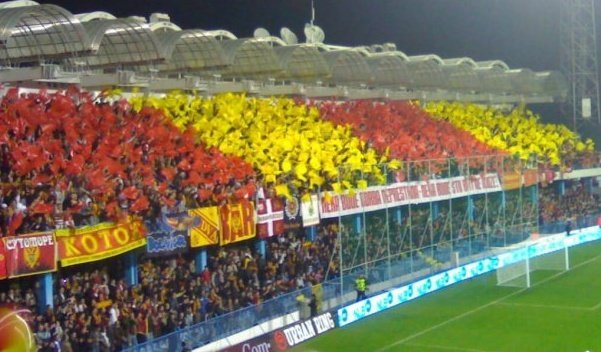
Černohorští fanoušci během fotbalového utkání Černá Hora - Itálie na Městském stadionu Pod Goricom

Ve městě se nachází řada sportovních stadiónů, u některých z nich probíhá v současnosti rekonstrukce a rozšiřování. Hlavními jsou:
- Městský stadión Pod Goricom – po dokončení východních tribun má mít stadión kapacitu přes 18 tisíc diváků. Je domovem pro klub FK Budućnost Podgorica a černohorskou fotbalovou reprezentaci. V současnosti je to jediný stadión v zemi odpovídající standardům pro mezinárodní fotbalová utkání podle FIFA.
- Sportovní centrum Morača – multifunkční sportovní centrum, leží na pravém břehu řeky Morači. Jeho kapacita je 4200 míst. Hostilo jednu soutěž skupiny EuroBasketu 2005, zatímco ostatní skupiny hrály v Bělehradě, Novém Sadu a Vršaci. V roce 2019 zde byla otevřena krytá sportovní hala.[25]

Mezi méně významné stadiony patří Stadión malých sportů, Stadión Basket, Stadión Červená stěna, sportovní areál u starého letiště Špira Mugoše nebo Stadión Golubovci. Významná je také sportovní střelnice na úpatí kopce Ljubović. V Podgorici se dále nachází mnoho fitness center, posiloven a veřejných tělocvičen.

## Ekonomika

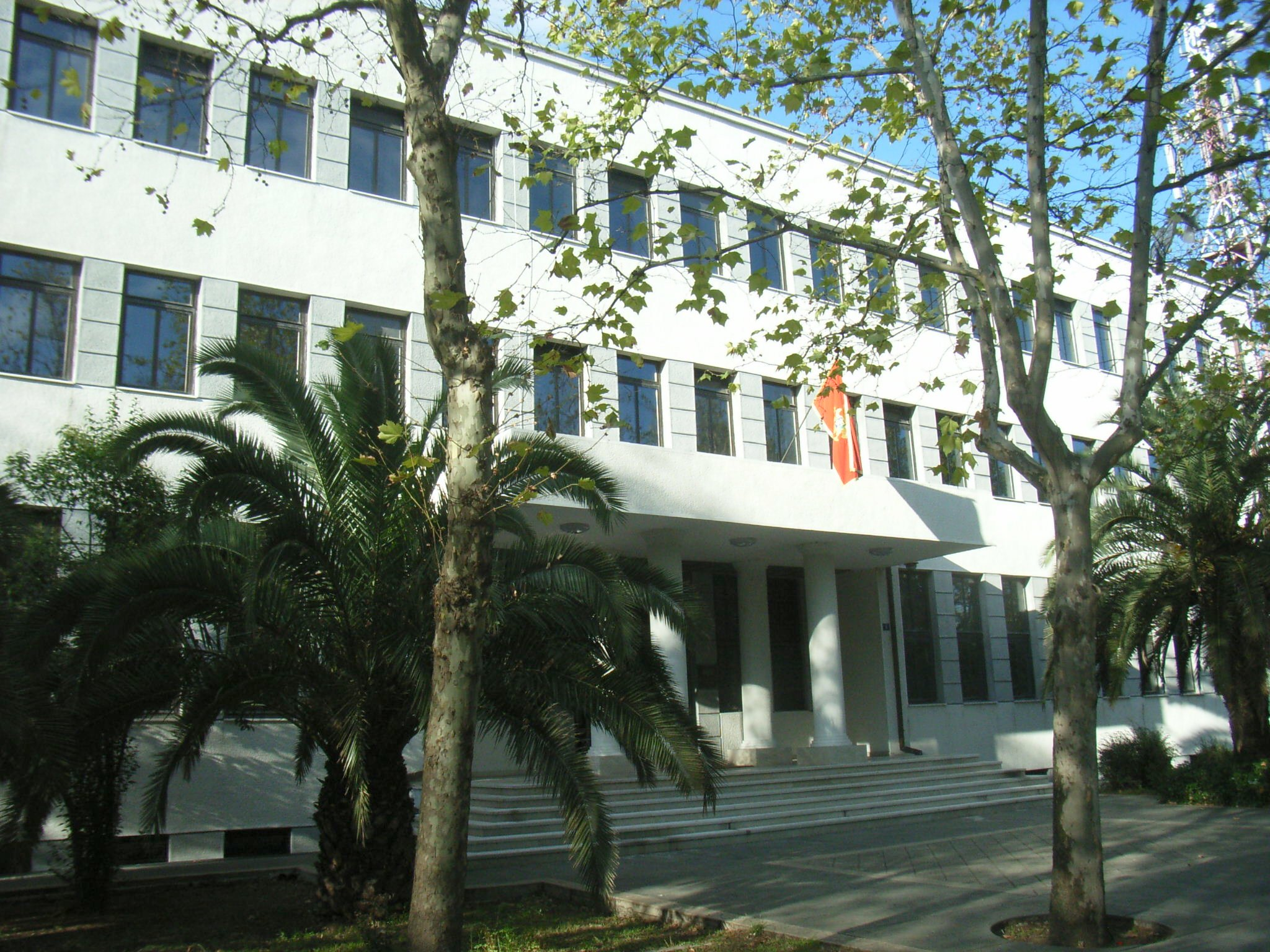
Sídlo Černohorské národní banky

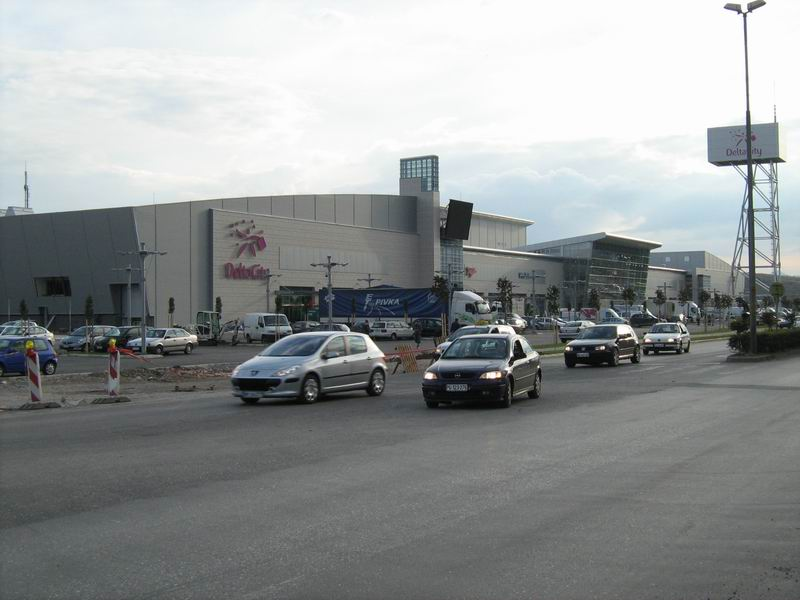
Nákupní centrum Delta City Podgorica

Podgorica je rovněž ekonomickým centrem země. Většina průmyslových, finančních a komerčních organizací má svá sídla právě zde. Za dob monarchie před první světovou válkou se většina ekonomiky orientovala na ruční výrobu a práci, stejně jako zbytek tehdejší Osmanské říše. Po nezávislosti v roce 1878 se městská ekonomika přeorientovala na prodej dobytka a byla pověstná kvalitním zpracováním vlny. 

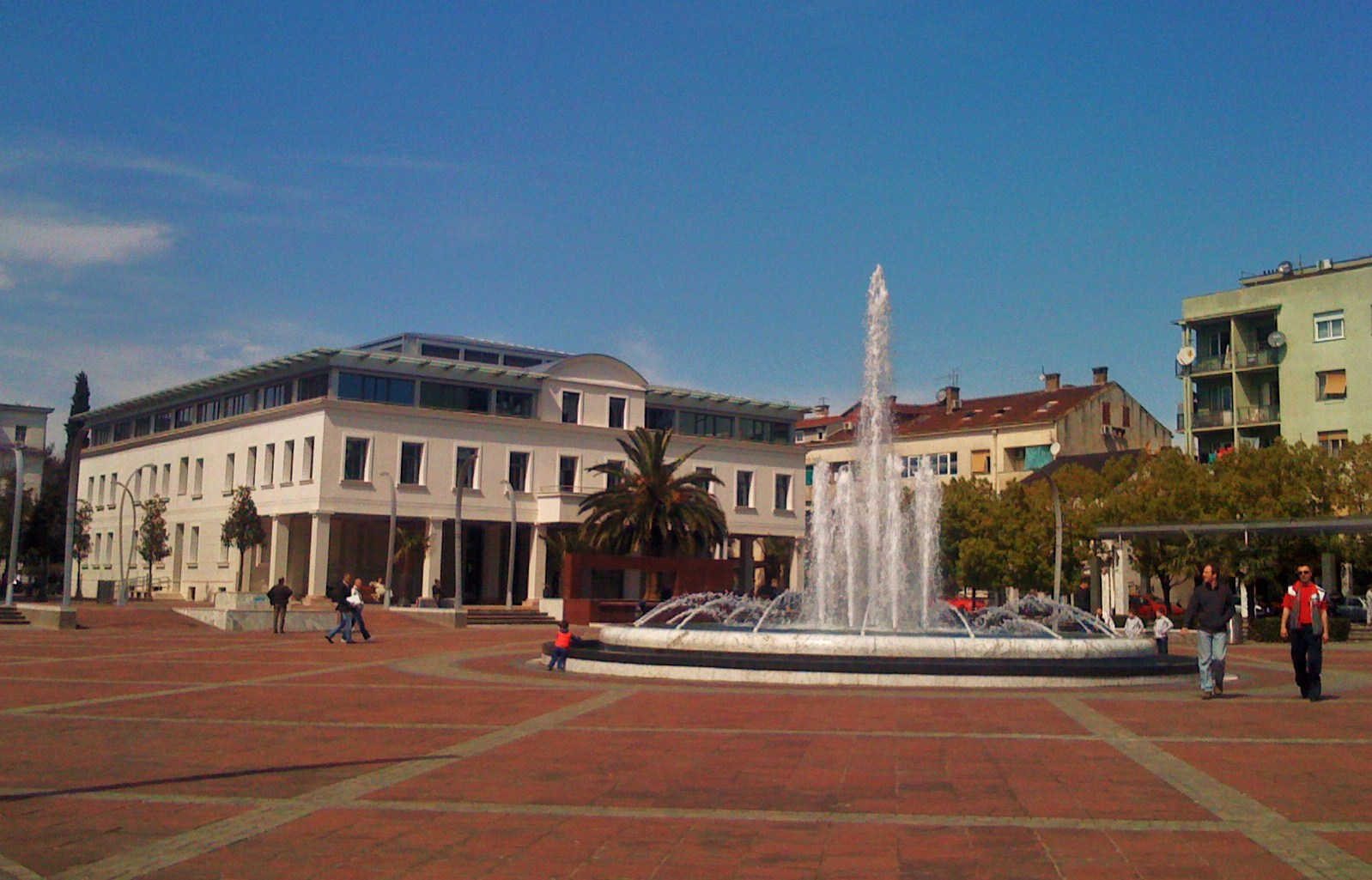
Náměstí Nezávislosti v centru města s budovou Národní knihovny v pozadí

Dalším odvětvím bylo pěstování tabáku a vinné révy – černohorská vína jako Vranac a Krstać byla vyvážena především do Itálie a Rakouska-Uherska. Důležité bylo také zpracování hedvábí a provozování včelařství. Pěstování vína a tabáku má velký vliv na ekonomiku i v současnosti, ale hedvábí se už nezpracovává a včelařství je provozováno pouze soukromníky. Po druhé světové válce se město stalo centrem rychlé industrializace. Vznikla zde významná Podgorická tavírna hliníku (Kombinat aluminijuma Podgorica, KAP), vlastněná Rusalem a společnost AD Plantaže, vyrábějící víno a brandy. Tyto firmy patří do dnes k největším v Černé Hoře. V roce 1891 dosáhla míra HDP na jednoho obyvatele 87 % celojugoslávského průměru. Po jugoslávských válkách a rozpadu federativního státu došlo k velkému úpadku ekonomiky a mnohé podgorické firmy byly zavřeny bez vyhlídek na opětovnou obnovu; evropský trend deindustrializace, změna politického systému a konec jednotného trhu pro ně znamenal katastrofu. Ty přeživší byly z větší části privatizovány a dodnes fungují.
Po roce 2000 se Podgorica začala zotavovat z poválečných dob – na začátku nového tisíciletí se finanční sektor ve městě rychle rozšířil a ekonomika se začala silně orientovat na služby. Vznikla nová Černohorská burza se sídlem v Podgorici, stejně jako většina ostatních černohorských bank. Podgorická ekonomika se z těžkého průmyslu přeorientovala na telekomunikaci, stavebnictví, inženýrství a bankovnictví. Velký podíl na růstu ekonomiky měli zahraniční firmy a investoři, kteří ve městě otevřeli své pobočky. Vedlejším efektem bylo zvýšení cen nemovitostí a pozemků v centru města. Ekonomický růst se, navzdory ekonomické krizi po roce 2007, ve většině nezastavil ani po tom, co se Podgorica stala hlavním městem nezávislé Černé Hory v roce 2006.
V současnosti sídlí v hlavním městě Černé Hory všechny významné ekonomické instituce v zemi – Černohorská národní banka, Podgorička banka a další významné banky; mobilní operátor ProMonte; LukOil; Podnikatelská rada Černé Hory a USA; černohorská národní letecká společnost Montenegro Airlines, charterové letecké společnosti OKI Air International, Vektra Aviation, Di Air a spousta jiných společností.
Nejvýznamnějšími[zdroj?] nákupními centry města jsou Delta City a Mall of Montenegro.

## Náboženství
V Podgorici jsou zastoupeny především tři následující náboženské směry pravoslavní křesťané, sunnitští muslimové a katoličtí křesťané.
Pravoslavní křesťané jsou především Černohorci a Srbové. Většina z nich se usadila v Podgorici po definitivní porážce Osmanské říše a vytvořila zde největší náboženskou skupinu. Ve městě se proto nachází velké množství pravoslavných kostelů, z nichž nejznámější je kostel sv. Jiří ze 13. století na úpatí kopce Gorica i s přilehlým hřbitovem, dále kaple svatého Velkomučedníka Dimitrije v Královské zahradě, a v neposlední řadě i chrám Vzkříšení Ježíše Krista na Novém městě, jehož stavba započala v roce 1993 a některé jeho úpravy byly dokončeny až v 21. století. Kostel představuje největší stavbu pro náboženské účely v Podgorici.
Římskokatolické křesťany tvoří hlavně potomci původních Albánců, stejně jako místní chorvatská menšina. Jejich centrem je katolický kostel Nejsvětějšího srdce Ježíšova na východním konci města. Tato obří brutalistická stavba byla postavena v šedesátých letech 20. století a je to jediný katolický kostel ve městě; další se nachází až v obci Tuzi směrem k albánské hranici.
Sunnitští muslimové představují v černohorské metropoli menšinovou populaci. K islámu se hlásí kromě Albánců také Bosňáci, kteří v Podgorici žijí. Pro tuto komunitu slouží celkem tři mešity. Všechny leží na Starém městě, kde se do dnes dochovaly zbytky turecké zástavby. Jsou to: Hadrovićova mešita, Osmanagićova mešita a Staroměstská mešita (srbsky Starograđanska džamija). Výhledově má vzniknout v místní části Konik velká mešita pro potřeby muslimských věřících.
| Náboženství             | Počet vyznavačů | Procento |
| ----------------------- | --------------- | -------- |
| Pravoslavné křesťanství | 145 575         | 78,29 %  |
| Sunnitský islám         | 16 276          | 11,23 %  |
| Římskokatolická církev  | 7 947           | 4,27 %   |
| Křesťanství             | 568             | 0,31 %   |
| Agnosticismus           | 225             | 0,12 %   |
| Ateismus                | 3 698           | 1,99 %   |
| Další nábož.            | 1 961           | 1,05 %   |
| Nezveřejněno            | 4 583           | 2,46 %   |

## Demografie
Přestože je Podgorica podle evropských měřítek městem relativně malým, je to největší město v Černé Hoře a žije zde téměř třetina všech občanů v zemi. Podle sčítání lidu v roce 2011 žije v Podgorické opštině (jež zahrnuje kromě města ještě městskou opštinu Golubovci a Tuzi) celkem 187 085 obyvatel, z toho ve městě samotném žije 151 213 lidí.
| Sčítání lidu | Populace |
| ------------ | -------- |
| 1948         | 14 369   |
| 1953         | 19 868   |
| 1961         | 35 054   |
| 1971         | 61 727   |
| 1981         | 96 074   |
| 1991         | 117 875  |
| 2003         | 136 473  |
| 2011         | 150 977  |

| Národnost  | Počet občanů | Procento |
| ---------- | ------------ | -------- |
| Černohorci | 106 642      | 57,35 %  |
| Srbové     | 43 248       | 23,26 %  |
| Albánci    | 9 538        | 5,13 %   |
| Muslimové  | 4 122        | 2,22 %   |
| Romové     | 3 988        | 2,14 %   |
| Bosňáci    | 3 687        | 1,98 %   |
| Chorvati   | 664          | 0,36 %   |
| Ostatní    | 1 222        | 0,66 %   |

| Sčítání lidu | Populace |
| ------------ | -------- |
| 1948         | 48 559   |
| 1953         | 55 669   |
| 1961         | 72 319   |
| 1971         | 98 796   |
| 1981         | 132 290  |
| 1991         | 179 401  |
| 2003         | 169 132  |
| 2011         | 185 937  |

## Politika

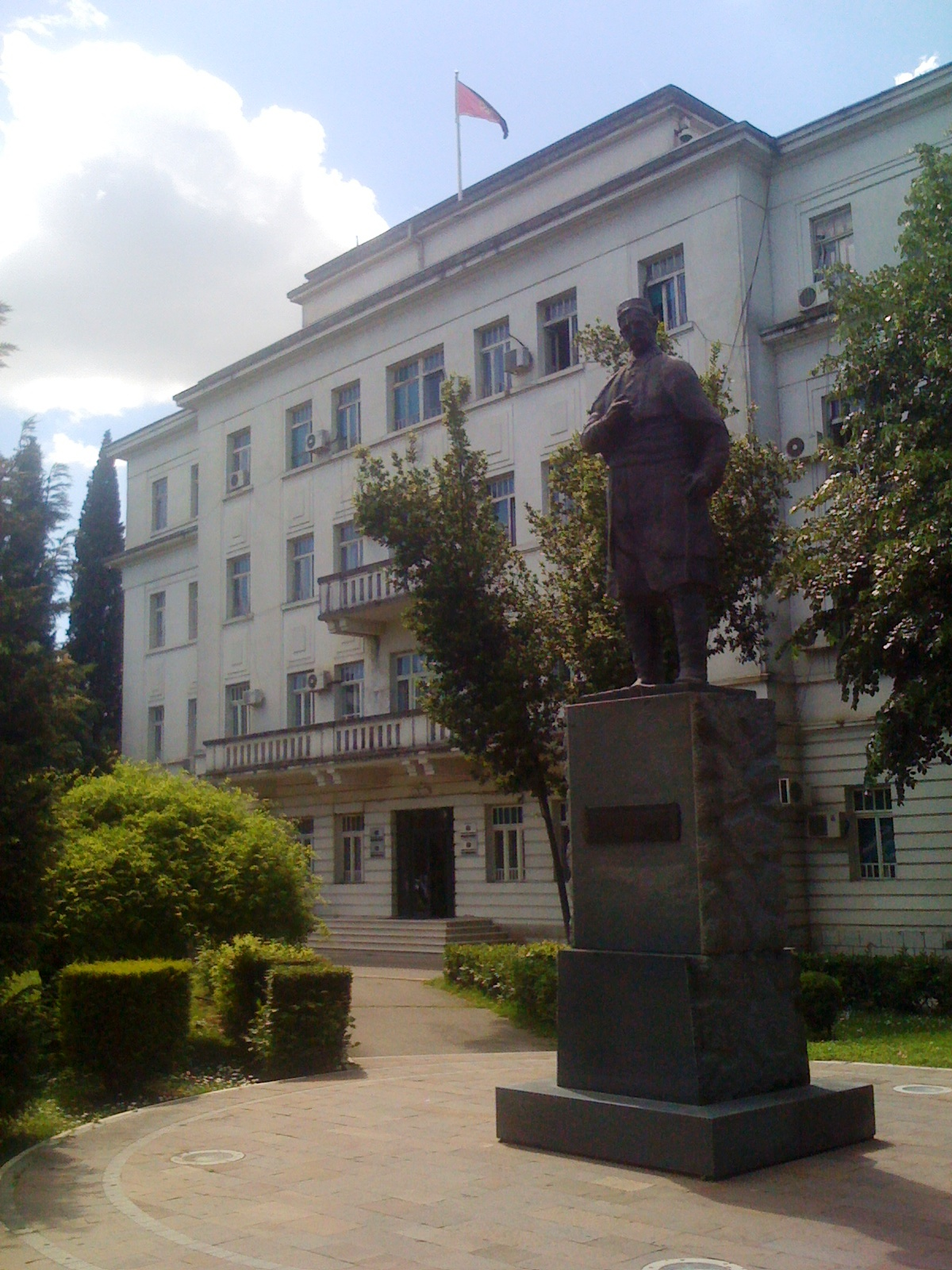
Podgorická radnice se sochou Marka Miljanova

Správu města tvoří starosta (tím je od roku 2000 docent Miomir Mugoša), městského zastupitelstva a řady sekretariátů a jiných správních úřadů, jenž dohromady vytváří městskou samosprávu. Celkem 57 zastupitelů města bývalo tradičně voleno na 4 roky, starosta na 5 let. Avšak po ustanovení nového zákona jsou členové zastupitelstva voleni starostou během jeho funkčního období. Samostatné volby se pořádají pro městské opštiny Golubovci a Tuzi. Fungování města se řídí zákonem o hlavním městě.
Radnice města se nachází na ulici Nikole Tesle. Dále ve městě leží většina vládních institucí – je zde budova Parlamentu Černé Hory a Vlády Černé Hory, všechna ministerstva, nejvyšší soud nebo ředitelství policie. Dnes se však uvažuje, že se některé instituce přesunou do Cetinje, historického královského hlavního města země, kde dnes stojí třeba prezidentský palác nebo oficiální rezidence černohorského korunního prince Nikoly II. Petroviće-Njegoše.

### Mezinárodní zastupitelské úřady
Přestože se i po vyhlášení nezávislé Černé Hory v roce 2006 některé zastupitelské úřady zahraničních zemí nepřesunuly z Bělehradu, většina mezinárodních velvyslanectví a konzulátů se již nachází v Podgorici.
- Velvyslanectví České republiky (Ambasada Republike Češke) leží na ulici Partizanski put 6a, otevřeno roku 2013

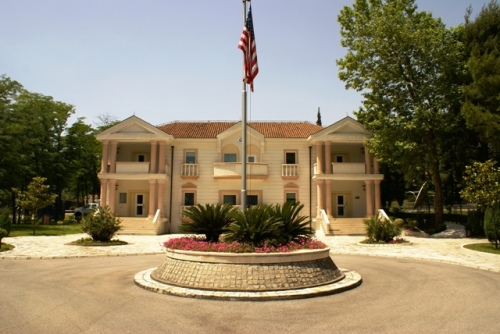
Bývalá reprezentativní vila v Královské zahradě, sídlo velvyslanectví Spojených států amerických

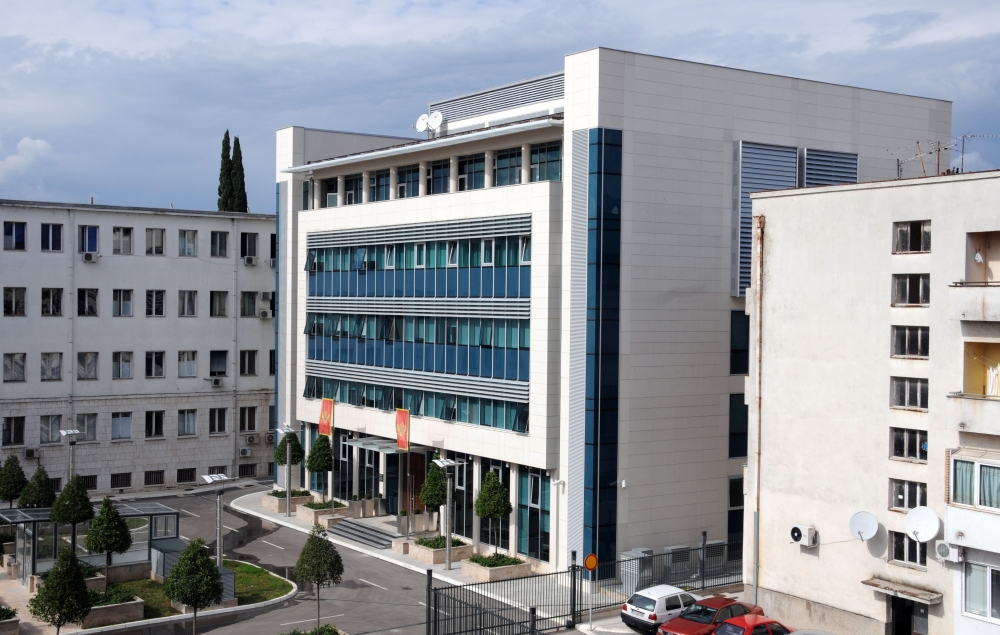
Budova vlády Černé Hory v Podgorici

- Velvyslanectví Albánské republiky (Ambasada Republike Albanije) leží na ulici Zmaj Jovina č. 30
- Velvyslanectví Spojených států amerických (Ambasada Sjedinjenih Američkih Država) se nachází na ulici Džona Džeksona č. 2 v bývalé reprezentativní vile, nacházející se v jihozápaddní části Královské zahrady
- Velvyslanectví Chorvatské republiky (Ambasada Republike Hrvatske) leží na ulici Vlada Cetkovica č. 2
- Velvyslanectví Severní Makedonie (Ambasada Republike Severne Makedonije) leží na ulici Hercegnovačka v neoklasicistním Paláci Ražnatovićů.
- Velvyslanectví Čínské lidové republiky (Ambasada Narodne Republike Kine) leží na ulici Radosava Burića
- Velvyslanectví Spolkové republiky Německo (Ambasada SR Njemačke) leží na ulici Hercegnovačka č. 10
- Velvyslanectví Ruské federace (Ambasada Ruske Federacije) leží na ulici Veliše Mugoše v č. 1
- Velvyslanectví Rakouské republiky (Ambasada Republike Austrije) leží na ulici Kralja Nikole č. 104
- Velvyslanectví Bulharské republiky (Ambasada Republike Bugarske) leží na ulici Vukiće Mitrović č. 10
- Velvyslanectví Francouzské republiky (Ambasada Pjete Francuske Republike) leží na ulici Atinska č. 35
- Velvyslanectví Řecké republiky (Ambasada Republike Grčke) leží na ulici Atinska č. – Gorica "C"
- Velvyslanectví Italské republiky (Ambasada Republike Italije) leží na ulici Bulevar Džordža Washingtona v Budově ProMonte
- Velvyslanectví Spojeného království Velké Británie a Severního Irska (Ambasada Ujedinjenog Kraljevstva) leží na ulici Ulcinjska č. 8
- Velvyslanectví Polské republiky (Ambasada Republike Poljske) leží na ulici Kozaračka č. 79
- Velvyslanectví Srbské republiky (Ambasada Republike Srbije) leží na ulici Bokeška č. 21
- Čestný konzulát Dánského království (Počasni konzulat Kraljevine Danske) leží na ulici Bulevar Ivana Crnojevica 56/2
- Velvyslanectví Turecké republiky (Ambasada Republike Turske) leží na ulici Radosava Burića bb

## Životní prostředí a odpady
Město Podgorica dodnes nemá moderní čističku odpadních vod. Břehy řeky často zaplňují nelegální (černé) skládky.
V zimních měsících zde bývá časté značné znečištění ovzduší.

## Doprava

### Městská doprava
Veškerou veřejnou dopravu ve městě obstarávají autobusové linky. Ty byly provozovány městem vlastněnou společností AD Gradski saobraćaj, ta byla ale v roce 1990 zprivatizována, v roce 2001 zkrachovala a nyní linky provozují pouze soukromí dopravci. Město má k dispozici přes 100 moderních nízkopodlažních autobusů. Ve městě stojí přes 99 autobusových zastávek (z toho 4 točny), které jsou postupně rekonstruovány. Do roku 2015 se díky postupné expanzi zvýšil počet zastávek veřejné dopravy na číslo 150. V roce 2021 město rozhodlo o nákupu nových autobusů pro modernizaci veřejné dopravy.
V roce 2010 využívalo veřejnou dopravu pouze 18 % obyvatel města Podgorica.
Původní systém nelicencovaných taxislužeb zanikl a nahradila jej síť organizovaných a licencovaných společností disponujících cca 200 vozidly. 
Autobusové nádraží se nachází jihovýchodně od centra města při železniční stanici.

### Silniční doprava
Podgorica leží na křižovatce několika důležitých silničních tahů. K Jaderskému moři do úrodné nížiny s příjemným klimatem směřuje 54 km moderní silnice, dále městem prochází také hlavní mezinárodní silniční tah ve směru Bar–Bělehrad. Černohorská metropole má také autobusové spojení s většinou měst v zemi, nejvýznamnější jsou spoje do Nikšiće (druhé největší město v Černé Hoře) nebo Cetinje. Černohorské silnice většinou nedosahují kvality jiných evropských zemí. Cestu mezi Podgoricí a Barem na pouhých 30 minut jízdy zkrátil na začátku století postavený tunel Sozina (4,2 km). V roce 2011 byl dokončen nový městský obchvat, zjednodušující dopravu ze severní části do jižní (cena za jeho výstavbu byla 50 milionů eur); plánuje se výstavba také obchvatu jihozápadního. Doprava ve městě je také snadná a efektivní díky na sebe kolmým širokým ulicím a bulvárům. Ve městě stojí celkem 14 mostů – 9 přes řeku Moraču a 5 přes řeku Ribnicu.
Současné hlavní tepny města jsou
- severní (silnice E65, E80) směřuje k Bělehradu a dále do střední Evropy
- západní (silnice E762) směřuje k Nikšići, dále do Sarajeva a západní Evropy
- jižní (silnice E65, E80) směřuje k pobřeží Jadranu, dále do Atén a jižní Evropy
- východní (silnice E762) směřuje k Albánii

V roce 2022 byla Podgorica spojena se severní částí země a se Srbskem dálnicí, jejíž realizace na přelomu 2. a 3. desetiletí 20. století poznamenaly značné ekonomické a politické skandály. Dálnice je nicméně, stejně jako železniční trať Bělehrad–Bar, vedena v náročném horském terénu. Začíná na severním okraji Podgorice u vesnice Smokovac a pokračuje zhruba ve směru údolí řeky Morači dále na sever. 

### Železniční doprava

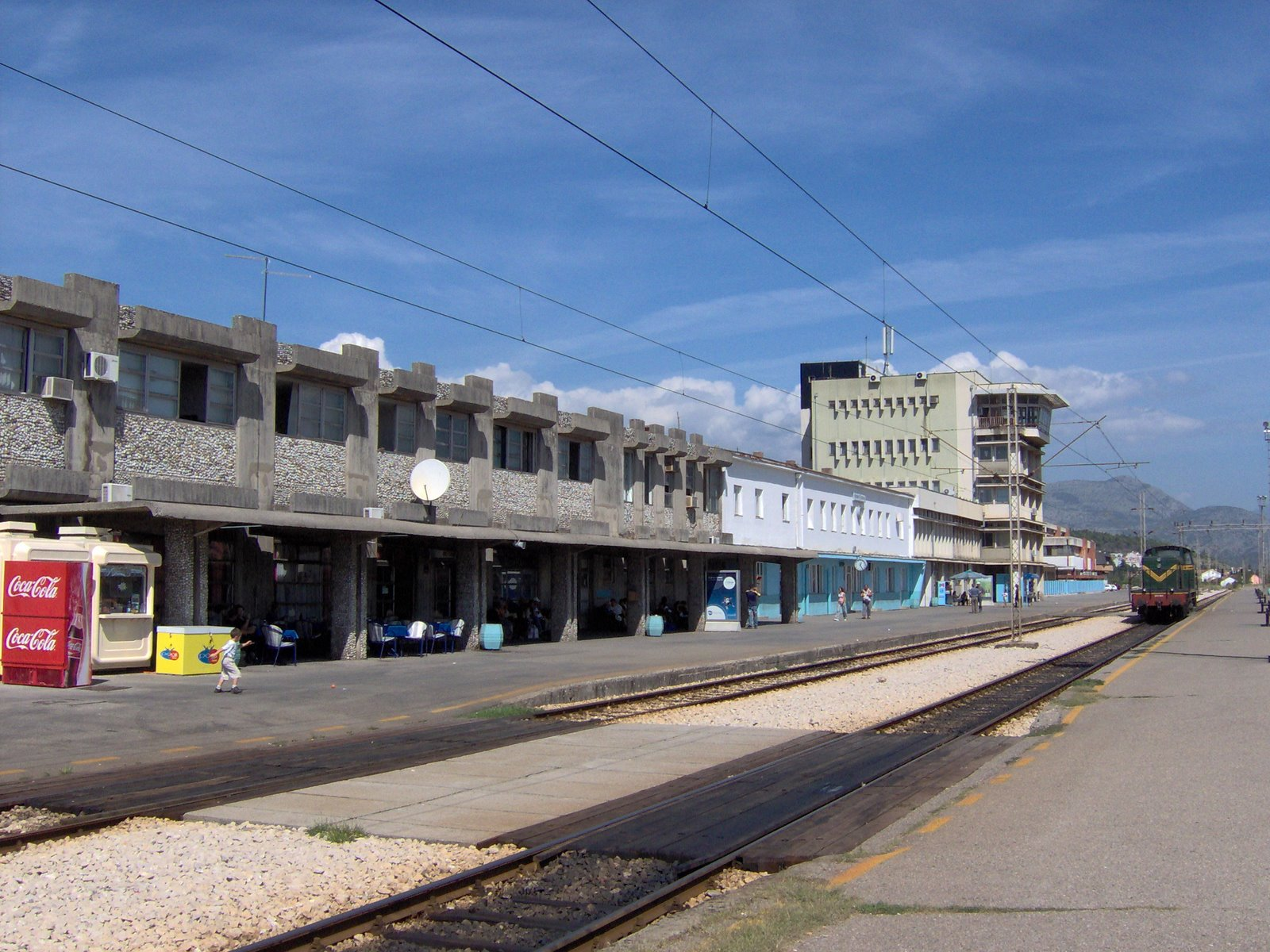
Podgorica hlavní nádraží

Díky své strategické poloze je Podgorica významnou křižovatkou černohorské železniční dopravy. Tuto pozici získala nicméně až po druhé světové válce.
Železniční stanice Podgorica (srbsky Podgorica centralna železnička stanica) je nejvytíženější železniční stanicí v zemi. Leží 1,5 km jihovýchodně od centra města a nabízí pravidelné spojení nejen na sever, jih, východ a západ Černé Hory, ale také do Albánie a Srbska. Nádraží má bezbariérový přístup. Nejdůležitější linkou, procházející podgorickým hlavním nádražím, je mezinárodní železniční trať Bělehrad–Bar, dále pak trať Podgorica–Nikšić a trať Podgorica–Skadar.

### Říční doprava
Řeka Morača není splavná pro velké lodě ani pro nákladní dopravu. Oblíbené jsou nejen vyjížďky na malých lodičkách, ale i na větších lodích s vyhlídkovou palubou.

### Letecká doprava
Přestože je Podgorica městem relativně malým, letecká doprava se zde stává stále více oblíbenou a využívanou.
Město Podgorica má k dispozici jedno letiště:
- Mezinárodní letiště Podgorica-Golubovci (IATA: TGD, ICAO: LYPG, Međunarodni aerodrom Podgorica-Golubovci) je hlavní, největší, nejvytíženější a nejdůležitější veřejné mezinárodní letiště v Černé Hoře. Nachází se 11 km jižně od centra města v Zetské nížině. V roce 2010 přepravilo přes 650 000 cestujících. Přímé spojení s centrem města zajišťují autobusové linky, dále taxi služby a také připojení na dálnici vedoucí do města. Letiště nabízí přímá letecká spojení s většinou předních evropských destinací – Barcelonou, Bělehradem, Bruselem, Frankfurtem, Londýnem, Moskvou, Paříží, Kodaní, Římem, Vídní aj.; ale také sezónní linky do Evropy, Asie nebo Jižní Ameriky a celou řadu charterových letů. Sídlí zde černohorská národní letecká společnost Montenegro Airlines, dalšími aerolinkami jsou např. Jat Airways, Alitalia, MALÉV, Aeroflot, DHL nebo České aerolinie.
- Letiště Špira Mugoše Podgorica-Ćemovsko polje (IATA): LYPO, Aerodrom Špira Mugoše Podgorica-Ćemovsko polje) je původně vojenské letiště, které sehrálo důležitou roli během 2. světové války nebo válek v Jugoslávii. Leží ve čtvrti Stari aerodrom (doslova Staré letiště) a v současnosti je centrem kaskadérských či akrobatických společností a spolků. Časté jsou zde také koncerty či jiná vystoupení. Toto letiště bylo postupně zrušeno a nahrazeno bytovou výstavbou a novou třídou.[36]

## Školství
Podgorica je přirozeným centrem vzdělávacích institucí v Černé Hoře
Sídlí zde Univerzita Černé Hory (Univerzitet Crne Gore, UCG), hlavní vysoká škola v zemi, založená roku 1974. Tvoří ji 19 fakult, čtyři instituty a jedna akademie. Její areál měl být v roce 2022 rozšířen.
V Podgorici působí u uvedené vysoké školy celkem 9 fakult
- Ekonomická fakulta
- Právnická fakulta
- Elektrotechnická fakulta
- Fakulta metalurgie a technologie
- Fakulta politických věd
- Stavební fakulta
- Fakulta strojního inženýrství
- Fakulta přírodních věd a matematiky
- Lékařská fakulta

...a k tomu dále 4 instituty
- Institut cizích jazyků
- Biotechnologický institut
- Institut historie
- Institut mořské biologie

Své sídlo má ve městě také Univerzita Jadran (Univerzitet Mediteran), jediná soukromá vysoká škola v Černé Hoře, založená roku 2006.
V Podgorici dále leží přes 20 mateřských škol, 34 základních škol, 9 škol středních a Gymnázium Slobodana Škeroviće – nejstarší střední škola města s bohatou historii.
Pod kopcem Gorica se nachází budova Černohorské akademie věd a umění.

## Partnerská města
- Bělehrad, Srbsko
- Dublin, Irsko
- Jerevan, Arménie
- Londýn, Spojené království
- Los Angeles, USA
- Manokwari, Indonésie
- Moskva, Rusko
- Priština, Kosovo
- Skadar, Albánie
- Skopje, Severní Makedonie
- Stockholm, Švédsko
- Tirana, Albánie
- Záhřeb, Chorvatsko

## Známé osobnosti
- Jovan Albanez, major
- Igor Burzanović, fotbalista
- Ksenija Cicvarić, zpěvačka
- Sergej Ćetković, zpěvák
- Pavle Đurišić, četnik
- Ivan Lukačević, kapitán
- Jovan Lukačević, plukovník Jugoslávské lidové armády
- Bojan Marović, zpěvák
- Predrag Mijatović, fotbalista
- Nikola Mirotić, basketbalista
- Sait Orahovac, básník a folklorista
- Borislav Pekić, spisovatel
- Sofronije Podgoričanin, metropolita krušedolský
- Jovanka Radičevićová, házenkářka
- Dejan Radonjić, basketbalista
- Amfilohije Radović, metropolita černohorsko-přímořský
- Savo Radusinović, zpěvák
- Miloš Raonić, tenista
- Ilarion II. Roganović, metropolita černohorsko-brdský
- Dejan Savićević, fotbalista
- Ermin Seratlić, fotbalista
- Vojislav Vojo Stanić, sochař a malíř
- Risto Stijović, sochař
- Božidar Vuković, malíř
- Milos Raonic, kanadský sportovec čenohorského původu
- Dejan Zlatičanin, boxer
- Ivan Strugar, kickboxer